# 桑特霍安德莫罗
桑特霍安德莫罗，是西班牙瓦伦西亚自治区卡斯特利翁省的一个市镇。总面积29平方公里，总人口1863人（2001年），人口密度64人/平方公里。